# تسوكاسا أوى
تسوكاسا أوي هي آيدول ومغنية وممثلة إباحية وعارضة إغراء، وشخصية تلفزيونية يابانية، تعتبر واحدة من أشهر عارضات الإغراء في جيلها، وقد قامت ببطولة أكثر من 300 فيلم اباحي منذ بدايتها من عام 2010.  كانت أيضًا عضوة سابقة في فرقة الفتيات Ebisu Muscats بين عامي 2015 و 2018.

## الحياة والمهنة

### البداية كعارضة ازياء وشخصية تلفزيونية
ولدت، في أوساكا، بدات تسوكاسا أوى مهنتها كعارضة إغراء في عدد أكتوبر 2008 من مجلة Bejean. في يونيو 2009، ألقيت دورًا منتظمًا في برنامج Gung Gung Bone !، الذي تم إلغاؤه لاحقًا.
في مارس 2014، ظهرت أوي كشخصية Sailor Moon المُثيرة في فيلم "Naked Ambition 2"
في سبتمبر 2014، تألقت في فيلم A Record Of Sweet Murder.
في 26 سبتمبر 2015، تم الإعلان عنها كعضو من الجيل الثاني من فرقة Ebisu Muscats. خرجت من الفرقة في يونيو 2018.

### مهنتها كممثلة إباحية
في أغسطس 2010، ظهرت أوب عارية لأول مرة في مجموعة صور نشرتها مجلة Bejean ؛ في سبتمبر تم الإعلان رسميًا عن أول ظهور لها في صناعة الإباحية.  تم إطلاق فيلمها الأول "Absolute Girl Aoi Tsukasa"، في 8 أكتوبر 2010. أصبحت ممثلة حصرية لأستوديو Alice Japan الشهير بين عامي 2010 و 2015.
في فبراير 2011، ظهرت على غلاف مجلة Saizo ، كونها أول ممثلة إباحية نشطة يتم اختيارها لتظهر في غلاف المجلة.
في فبراير 2012، فازت بجائزة FLASH في حفل توزيع Adult Broadcasting Awards.
في عام 2013، لعبت دور البطولة في حلقة من المسلسل الكوميدي True Love 365 ، أصبحت أول ممثلة إباحية تظهر في دراما تايوانية.
في عام 2015، انتقلت من شركة Alice Japan إلى S1 No.1 Style.  تم إصدار آخر فيلم لها مع Alice Japan بعنولن Final Climatic Cumming Tsukasa Aoi ، من إخراج يوجي ساكاموتو، في 22 مايو 2015.
في عام 2016، حصلت على جائزة العارض الخاص من حفل توزيه جائزة DMM للكبار. في عام 2019، تم ترشيحها لجائزة أفضل ممثلة في حفل توزيع جوائز Fanza للبالغين لعام 2019.

## روابط خارجية
- تسوكاسا أوى على موقع IMDb (الإنجليزية)
- تسوكاسا أوى على موقع ميوزك برينز (الإنجليزية)
- تسوكاسا أوى على موقع قاعدة بيانات الفيلم (الإنجليزية)